# Dwupierścieniak cesarski

Dwupierścieniak cesarski (Catathelasma imperiale (P. Karst.) Singer) – gatunek grzybów z rodziny Biannulariaceae.

## Systematyka i nazewnictwo
Pozycja w klasyfikacji według Index Fungorum: Catathelasma, Biannulariaceae, Agaricales, Agaricomycetidae, Agaricomycetes, Agaricomycotina, Basidiomycota, Fungi.
Po raz pierwszy takson ten zdiagnozował w 1879 r. Petter Karsten nadając mu nazwę Armillaria imperialis. Obecną, uznaną przez Index Fungorum nazwę nadał mu w 1940 r. Rolf Singer, przenosząc go do rodzaju Catathelasma.
Synonimy:

- Agaricus imperialis Fr. 1845
- Armillaria imperialis Quél. 1872
- Armillaria nobilis Murrill 1914
- Biannularia imperialis (Quél.) Beck 1922
- Clitocybe imperialis (Quél.) Ricken 1914
- Omphalia imperialis (Quél.) Quél. 1886

Nazwę polską podali Barbara Gumińska i Władysław Wojewoda w 1968 r. Dawniej nazywany był opieńką cesarską, bedłką cesarską lub czopem.

## Morfologia
Kapelusz
Średnica 5–20 cm, za młodu półkulisty, później płaskołukowaty, w końcu lejkowato wklęsły. Brzeg długo pozostaje podwinięty. Powierzchnia łuskowata o barwie od bladobrązowej do brązowej. Młode owocniki są trudne do zauważenia, gdyż są ukryte w ściółce leśnej. Przez długi czas otoczone są osłoną.
Blaszki
Głęboko zbiegające na trzon, wąskie o barwie od jasnokremowej do żółtej z brązowym odcieniem.
Trzon
Wysokość 7–16 cm, grubość 3–5 cm, walcowaty lub kołkowaty, zwężony dołem, pełny i twardy. Powierzchnia o barwie od białej do ochrowej. Posiada wyraźny skórzasty i odstający pierścień. Pierścień ten jest podwójny i trwały.
Miąższ
Gruby, twardy, soczysty, barwy białej. Smak i zapach mączno-ogórkowy.
Wysyp zarodników
Biały. Zarodniki eliptyczne, wydłużone, gładkie, o rozmiarach 10–15 × 4–6 μm.

## Występowanie i siedlisko
Opisano występowanie tego gatunku w Ameryce Północnej, w niektórych krajach Europy oraz w Korei i Japonii. W Polsce jest rzadki. W literaturze naukowej do 2020 r. podano 16 stanowisk historycznych i 6 współczesnych (niektóre błędnie). Aktualne stanowiska podaje także internetowy atlas grzybów. W opracowaniu Czerwona lista roślin i grzybów Polski jest zaliczony do kategorii grzybów wymierających (E). Znajduje się na listach gatunków zagrożonych także w Austrii, Belgii, Niemczech, Estonii, Szwecji, Finlandii, Słowacji, Czechach.
Pojawia się w lasach iglastych i mieszanych, ale także na pastwiskach i przy potokach, szczególnie w lasach podgórskich. Rośnie głównie pod świerkami i sosnami oraz w borówkach. Owocniki pojawiają się od sierpnia do października.

## Znaczenie
Grzyb mykoryzowy. Należy do smacznych grzybów jadalnych, ale w Polsce podlega ścisłej ochronie gatunkowej.